# Babyboom (demografie)

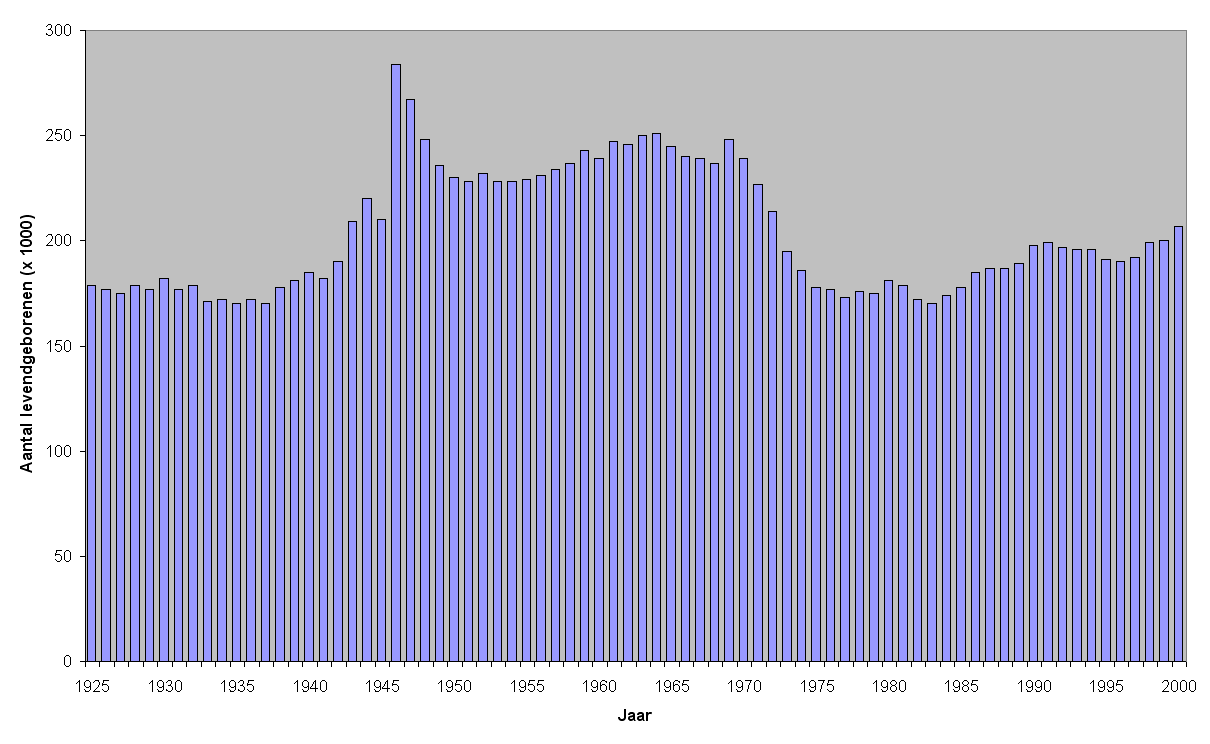
Aantal levendgeborenen in Nederland tussen 1925 en 2000 (bron: CBS)

Babyboom is de geboortegolf die in veel West-Europese landen en de Verenigde Staten optrad vlak na de beëindiging van de Tweede Wereldoorlog, tussen ongeveer 1945 en 1955. De euforie over de bevrijding leidde ertoe dat velen een gezin stichtten. Ook in België en Nederland trad een geboortegolf op, met name in 1946 en 1947, maar ook in de twintig jaar daarna werden aanzienlijk meer kinderen geboren dan in de perioden ervoor en erna (zie figuur met het absolute aantal geboren kinderen, ook het geboortecijfer was echter hoger). De babyboom betreft overigens een tijdelijke opleving van het geboortecijfer, dat al dalende is vanaf 1880. 
De babyboom heeft aan het begin van de 21e eeuw nog steeds grote gevolgen voor de samenstelling van de bevolking. Zo kampen veel westerse landen met een vergrijzende bevolking, wat de financiering van de socialezekerheidsstelsels in die landen onder druk zet.

## Babyboomers
De mensen die geboren zijn tussen ongeveer 1945 en 1955 worden doorgaans aangeduid als (baby)boomers. Deze generatie heeft een aantal gemeenschappelijke ervaringen. Ze groeiden op na de Stille Generatie (1928-1945), in de naoorlogse opbouwperiode waarin de welvaart voor het eerst sinds vele jaren toenam en gingen studeren in de woelige periode tussen 1965 en 1975. Er ontstond hierdoor een zogenaamde jeugdbult; een relatief grote jongere generatie. Omdat jongeren meestal progressiever denken dan ouderen en zich vaak ook tegen hen afzetten, vonden hierdoor progressieve denkbeelden bredere ingang. Voorbeelden zijn:
- de seksuele revolutie
- de hippiebeweging, flowerpower
- de ontzuiling en ontkerkelijking
- rellen zoals de studentenrevoltes, dienstplichtweigering, kritiek op de eigen en internationale politiek
- een politieke 'ruk naar links', toename van de invloed van progressieve partijen
- een toename van niet-traditionele studentenverenigingen en het aantal niet-leden ten koste van corpora en traditionele studentenverenigingen. Veel voorheen ongemengde corpora gingen hierdoor (noodgedwongen) samen

De term babyboomers wordt soms pejoratief gebruikt. Pim Fortuyn (geboren in 1948) schreef het boek Babyboomers (1998), waarin hij generatiegenoten verweet onverantwoord te zijn omgegaan met de maatschappelijke instituties waarover zij het beheer kregen.
De demografie van de Verenigde Staten verschilt iets van die in Nederland. In feite is de geboortegolf van de jaren 1960, anders dan in de VS, net iets groter dan die van het decennium na de oorlog. De term als generatieaanduiding is dan ook overgenomen uit het Amerikaanse gebruik. De sociale gevolgen van de geboortegolf – zoals massarellen en brede veranderingen van de seksuele moraal – vonden in de VS vooral in de jaren 1960 plaats, ook in Nederland. Een bekend omslagpunt is de verschijning op de tv van Phil Bloom – 9 oktober 1967 – geweest, gevolgd door de vele seksshops die ontstonden in de tweede helft van de jaren zestig. De Nederlandse Vereniging voor Seksuele Hervorming (NVSH), ontstaan in 1946, beschrijft zichzelf over de periode van de jaren zestig als volgt: "De NVSH maakte een bloeitijd door in de jaren 60. Er waren toen meer dan zestig consultatiebureaus voor anticonceptie en seksualiteit. In 1966 waren er 220.000 leden."
In België werden de meeste kinderen geboren in 1964.

## Deze tijd
De effecten van de babyboom zijn nog steeds voelbaar. Vanaf 2011 gaat die generatie met pensioen: de vergrijzing van de samenleving neemt al jaren toe. Met als gevolg grote druk op de AOW, de pensioenfondsen en de zorginstellingen. Mondiaal krijgen de babyboomers steeds vaker de schuld van klimaatverandering in de schoenen geschoven door de jongste generaties. Op het internet werd Oké Boomer populair.
De babyboomers werden opgevolgd door Generatie X (1960-1980).

## Trivia
In 2019 werd door Van Dale Uitgevers het woord boomer gekozen tot Woord van het jaar. Het is een afkorting van het woord babyboomer en refereert aan ouderen, niet enkel deze generatie, die volgens jongeren ouderwetse en conservatieve denkbeelden hebben. Het onderstreept dat de moderniteit van toen voor de jongere generaties van nu al weer belegen is.
Verloren Generatie · Groots(t)e Generatie · Stille Generatie · Babyboomgeneratie · Generatie X · Generatie Y· Generatie Z · Generatie Alfa · Generatie Bèta